# Oenothera purpurans
Oenothera purpurans är en dunörtsväxtart som beskrevs av Vincze von Borbás. Oenothera purpurans ingår i släktet nattljussläktet, och familjen dunörtsväxter. Inga underarter finns listade i Catalogue of Life.